# Necturus louisianensis
Espèce
Synonymes
- Necturus maculosus louisianensis Viosca, 1938

Necturus louisianensis est une espèce d'urodèles de la famille des Proteidae.

## Répartition
Cette espèce est endémique des États-Unis. Elle se rencontre en Louisiane, au Mississippi, en Arkansas, au Missouri, en Oklahoma et au Kansas.

## Étymologie
Son nom d'espèce, composé de louisian et du suffixe latin -ensis, « qui vit dans, qui habite », lui a été donné en référence au lieu de sa découverte, la Louisiane.

## Publication originale
- Viosca, 1938 : A new waterdog from central Louisiana. Proceedings of the Biological Society of Washington, vol. 51, p. 143-146 (texte intégral).